# Meroplius cordylophorus
Meroplius cordylophorus är en tvåvingeart som beskrevs av Willi Hennig 1954. Meroplius cordylophorus ingår i släktet Meroplius och familjen svängflugor.
Artens utbredningsområde är Tanzania. Inga underarter finns listade i Catalogue of Life.